# 贾书君
贾书君（1963年10月—），河南扶沟人，中国河南政治人物。

## 生平
1984年5月加入中国共产党。1995年，担任中共郸城县委常委、政法委书记。1997年12月，出任沈丘县委常委、组织部长。2002年1月，升任周口市川汇区委副书记。2003年6月，担任淮阳县委副书记。2004年2月，担任淮阳县委副书记、县长。2006年4月，担任淮阳县委书记。2008年10月，升任焦作市副市长。2015年2月，担任中共焦作市委常委、宣传部长。2017年12月，担任中共三门峡市委常委、组织部长。2021年6月，贾书君涉嫌严重违纪违法，主动投案，开始接受河南省纪委监委纪律审查和监察调查。